# Óxido de irídio(IV)
Óxido de irídio(IV) é o composto de fórmula química IrO2. O seu cristal tem uma estrutura semelhante ao rutilo (dióxido de titânio).
1. ↑  Liao, Fan; Yin, Kui; Ji, Yujin; Zhu, Wenxiang; Fan, Zhenglong; Li, Youyong; Zhong, Jun; Shao, Mingwang; Kang, Zhenhui (4 de março de 2023). «Iridium oxide nanoribbons with metastable monoclinic phase for highly efficient electrocatalytic oxygen evolution». Nature Communications (em inglês) (1). 1248 páginas. ISSN 2041-1723. doi:10.1038/s41467-023-36833-1. Consultado em 2 de março de 2025